# Гоноратівка
Гонора́тівка — село в Україні, у Рогатинській міській громаді Івано-Франківського району Івано-Франківської області.

## Історія
У 1939 році в селі проживало 310 мешканців (90 українців, 220 поляків).
Указом Президії Верховної Ради УРСР 23 жовтня 1940 р. Гоноратівська сільська рада передана з Більшівцівського району до Рогатинського району.
12 червня 2020 року, відповідно до Розпорядження Кабінету Міністрів України  № 714-р «Про визначення адміністративних центрів та затвердження територій територіальних громад Івано-Франківської області», увійшло до складу Рогатинської міської громади.
19 липня 2020 року, в результаті адміністративно-територіальної реформи та ліквідації Рогатинського району, село увійшло до складу новоутвореного Івано-Франківського району.

## Географія
Селом тече струмок Зелений.